# ناسور الولادة
ناسور الولادة (أو ناسور المهبل) هو حالة طبية يظهر فيها ناسور (فتحة) إما بين المستقيم والمهبل أو بين المثانة والمهبل بعد ولادة عسيرة أو فاشلة، في حالة عدم توفر الطبية الرعاية الكافية. يعرِّف صندوق الأمم المتحدة للسكان (UNFPA) ناسور الولادة كالآتي:
" هي إصابة أثناء الولادة تم إهمالها إلى حدٍ كبير، على الرغم من الأثر المدمر التي تسببه على حياة الفتيات والنساء المتضررات. تحدث غالباً نتيجة ولادة متعسرة لفترات طويلة بدون تدخل طبي عاجل في الوقت المناسب -غالباً قيصرية طارئة. الضغط المتواصل من رأس الطفل على عظام حوض الأم يضر بالأنسجة الرخوة، ويخلق ثقباً
أو ناسوراً بين المهبل والمثانة و/أو المستقيم. يحرم الضغط الأنسجة من تدفق الدم إليها ما يؤدي إلى تآكلها. في نهاية المطاف، الأنسجة الميتة تنزلق خالقةً ناسوراً الأمر الذي يُسبب تسرب مستمر للبول و/أو البراز عن طريق المهبل."
يندرج ناسور الولادة تحت قائمة أمراض الفقر نتيجة لقابلية حدوثه في النساء في الدول الفقيرة التي لاتملك مصادر طبية مقارنةً بالدول المتقدمة. حوالي مليوني امرأة في أفريقيا جنوب الصحراء وآسيا والمنطقة العربية، وأمريكا اللاتينية ومنطقة البحر الكاريبي يعشن بتلك الإصابة، ومايقرُب من 50,000 إلى 100,000 حالة جديدة كل عام.
يمكن الوقاية من الناسور تقريباً بشكل كامل. ووفقاً لدعاة الصحة فإن استمرارها ما هو إلا علامة على أن النظم الصحية تخفق في تلبية الاحتياجات الأساسية للمرأة.

## العلامات والأعراض
ناسور الولادة يشمل الأعراض التالية:
- التطبل «امتلاء البطن بالغازات»، سلس البول أو البراز والذي قد يكون مستمراً أو يحدث فقط أثناء للليل.[6][7][8]
- افرازات مهبلية ذات رائحة كريهة.[9]
- التهابات متكررة في المسالك البولية أو المهبل.[10]
- ألم أتناء ممارسة النشاط الجنسي.[11][12]
- آلام في المهبل أو المناطق المحيطة.[11][12]

الآثار الأخرى لناسور الولادة هي ولادة أطفال مليصة نتيجة لطول فترة الولادة، والتي تحدث في 85% -100% من الحالات،
تقرحات شديدة في القناة المهبلية، «تدلي القدم» حيث يحدث شلل في الأطراف السفلية الناجم عن تلف الأعصاب، مما يجعل من المشي أمراً مستحيلاً بالنسبة للنساء،
التهاب الناسور مكوناً خراج وثلثي الحالات ينقطع عنها الحيض.
ناسور الولادة له عواقب مادية، اجتماعية، اقتصادية ونفسية بعيدة المدى على النساء المتضررات.

## العواقب العامة
وفقاً لصندوق الأمم المتحدة للسكان "نتيجة تعسر الولادة لفترات طويلة، فإن الطفل يموت لامحالة وتُترك المرأة بسلس مزمن. عدم القدرة على التحكم في تدفق البول أو البراز أو كليهما، فقد يتم هجرانها من زوجها وعائلتها وتُنبَذ من قبل مجتمعها. من دون العلاج فإن فرصها في العمل والحياة العائلية شبه معدومة

### العواقب الجسدية
النتيجة المباشرة لناسور الولادة هو التسريب المزمن للبول، البراز والدم منيجة الفتحة المتكونة بين المهبل والمثانة أو المستقيم. الحمض في البول والبراز والدم يسبب حروق شديدة على الساقين نتيجة التنقيط المستمر. وكمحاولة لتجنب نازف، تحد النساء استهلاكهم من المياه والسوائل الأمر الذي قد يؤدي في النهاية إلى حالات خطيرة من الجفاف.

### العواقب النفسية
بعض العواقب النفسية الشائعة التي تواجهها النساء المصابات بالناسور هي مواجهة اليأس نتيجة لفقدانهم أطفالهم، ال وعدم القدرة على القيام بمهماتهن العائلية.

## الأسباب
السبب الأول لناسور الولادة وبالأخص الناسور المثانة المهبلي في الدول المتقدمة، مثل أمريكا، هو بضع الفرج والملقط، أما في الدول النامية فإن الناسور ينشأ من طول مدة الولادة عتدما لاتكون الولادة القيصرية متوفرة

### عوامل الخطر
عوامل الخطر الأساسية في الولايات المتحدة وبقية دول العالم المتقدم هي بضع الفرج والملقاط.
وتشمل عوامل الخطر الرئيسية الحمل في وقت مبكر أو الأحمال غير المتباعدة، وعدم توفر الرعاية التوليدية الطارئة. على سبيل المثال، أجريت دراسة في نيجيريا عام 1983، وجدت أن 54.8 % من المصابات يكنَّ دون سن العشرين، و64.4 % قُمن بالولادة في المنزل أو في عيادات محلية تفتقر للتجهيزات. أما إذا توفرت الولادة القيصرية والتدخلات الطبية الأخرى على الإطلاق، فإنها لا تُجرى إلا بعد حدوث تلف للأنسجة بالفعل.

### الأسباب غير المباشرة
الأسباب الاجتماعية، النفسية والاقتصادية التي تؤدي بشكل غير مباشر لحدوث ناسور الولادة تشمل الفقر، سوء التغذية، نقص التعليم، الزواج والولادة المبكرين، حال ودور المرأة في الدول النامية، الممارسات التقليدية الضارة، الاعتداء الجنسي، وعدم وجود نوعية رعاية صحية جيدة أو الأم.

#### الفقر
يعتبر الفقر السبب الغير مباشر الأول في العالم لحدوث ناسور الولادة، وعلاوة على ذلك، فإن البلدان الفقيرة لديها ليس فقط الدخل المنخفض، ولكن أيضا تفتقر إلى البنية التحتية الملائمة، الفنيين المٌدَرَبين والمتعلمين، الموارد، والحكومة المركزية الموجودة في الدول المتقدمة من أجل القضاء الفعّال على ناسور الولادة.

## الانتشار

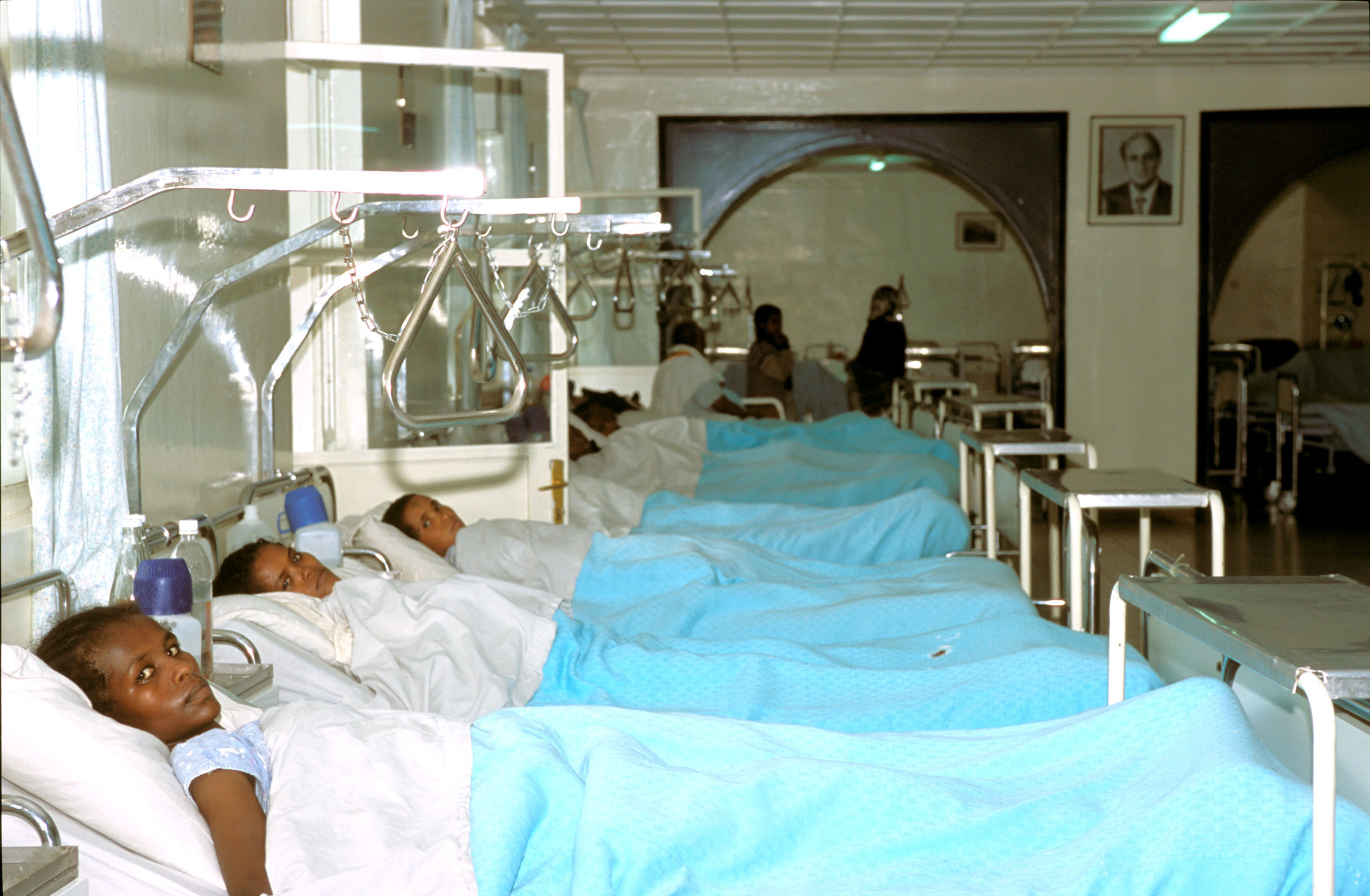
نساء تم معالجتهن في مستشفى أديس أبابا للناسور بدون أي تكلفة.

كان ناسور الولادة شائع الانتشار في جميع أنحاء العالم، ولكم مع تطور الممارسات الآمنة لولادة منذ أواخر القن التاسع عشر مثل الولادة في المستشفيات المحلية بدلاً من المنزل أدى إلى تقليل حدوث الناسور بشكل ملحوظ في أوروبا وأمريكا الشمالية. تم تطوير عملية الناسور الجراحية من قبل جيمس ماريون سيمز واتقانها واكتمالها من قبل الطبيبان الأستراليان ريج وكاثرين هاملين من مستشفى أديس أبابا للناسور، والتي تعد حالياً أكبر مركز لعلاج الناسور في العالم.

## المجتمع والثقافة

### مؤسسة الناسور
مؤسسة الناسور هي منظمة تتخذ من الولايات المتحدة مقراً لها مخصصة لعلاج ناسور الولاد في أكثر من 20 بلداً في جميع أنحاء أفريقيا جنوب الصحراء الكبرى وجنوب شرق آسيا. كيت غرانت هو الرئيس التنفيذي للشركة. لعلاجه وتتركز المنظمة تمويلها كلياً على العالاج، في [62] لمقامالأو عن طريق جراحات الناسور، والتي تكلف أقل من 586 دولار في المتوسط. كما تمول المؤسسة أيضاً تدريب الجراحين ومقدمي الرعاية للناسور، فضلا عن الأموال لرفع مستوى التسهيلات لتمكين مقدمي الخدمات لتقديم أفضل رعاية ممكنة للنساء. حتى الآن، قامت منظمة بتمويل ما يقرب من 18,000 عملية جراحية لناسور الولادة منذ تغيير مهمتها في عام 2009، مما يجعلها أكبر مزود لجراحات الناسور الولادة من أي منظمة أخرى لا تقبل التمويل الحكومي.

### أسبوعا الناسور
أسبوعا الناسور هي مبادرة لمدة أسبوعين، حيث عالج خبراء الناسور مرضى الناسور مجاناً في أربعة مخيمات جراحية في ولايات شمال نيجيريا الأربعة وهم: كانو، كاتسينا، كيبي، وسوكوتو.وقد تلقت المبادرة تعاوناً من قِبَل العديد من الشركاء مثل الحكومات الفيدرالية وحكومات الولايات في نيجيريا، و 13 من جراحي الناسور في نيجيريا، والصليب الأحمر النيجيري، والصندوق. خلال فترة الإعداد التي استمرت لمدة تسعة أشهر، تم تجديد المرافق، وتوفير المعدات، وتدريب الموظفين على نطاق واسع لعلاج الناسور. أما عن أهداف المبادرة فقد كانت للتخفيف من تراكم المرضى الذين ينتظرون إجراء الجراحة، وتوفير خدمات العلاج في المواقع المُستَضيفة، ورفع مستوى الوعي عن صحة الأم.
تم علاج 569 حالة بدون أية تكلفة، وتم توفير خدمات المتابعة والعلاج مثل: الراحة في الفراش، المسكنات، السوائل عن طريق الفم، والرصد البصري للتبول من قِبَل الممرضات، القسطرة، وإزالة القسطرة، الفحص والخروج من المستشفى في مدة لا تقل عن أربعة أسابيع، مع تعليمات لتجنب الجماع. قدمت المبادرة أيضاً خدمات الاستشارة قبل وبعد العملية الجراحية من قبل الممرضات والأخصائيين الاجتماعيين وتم عقد ورش عمل التثقيف الصحي لمرضى الناسور وأسرهم.

### المؤسسات المجتمعية
يحتاج مرضى الناسور في مرحلة الشفاء بعد الجراحة الدعم حتى يُعاد دمجهم بشكل كامل في مجتمعاتهم. على وجه الخصوص، العمل البدني يكون محدود جداً في السنة الأولى بعد العلاج، وبالتالي فإن النساء بحاجة لطرق بديلة لكسب الدخل. بما أن الفقر هو أحد الأسباب الغير مباشرة للناسور، فإن بعض المؤسسات تهدف إلى تقديم خدمات ما بعد الجراحة لتحسين المستوى المعيشي والاجتماعي للمرأة.

### مراكز العلاج البارزة
مستشفى أديس أبابا للناسور بأثيوبيا هي أكبر مركز في العالم والمكرس خصيصاً للعلاج الشامل للناسور. تم فتح أربعة مستشفيات شقيقة في أجزاء أخرى من أثيوبيا.
أحدث المراكز العلاجية، مركز دانجا للناسور، تم افتتاحه في دانجا، النيجر.الذي افتتحه الصندوق العالمي للناسور في فبراير 2012. كما هو الحال في مستشفى أديس أبابا للناسور، يُمول مركز دانجا للناسور بشكل جزئي من مؤسسة الناسور. يقدم المركز جراحات مجانية ورعاية بعد العملية الجراحية لمرضى الناسور في غرب أفريقيا. بجانب الخدمات العلاجية الشاملة، يوفر مركز دانجا للناسور خدمات إعادة الدمج الاجتماعي، والتوعية الوقاية والتثقيف، ويعمل كمركز تدريبي وبحثي من أجل العاملين في المجال الطبي.
يجري حالياً بناء أحدث مركز علاجي في كينيا بواسطة ماستر كير الدولية (www.MaterCare.org).

## وصلات خارجية
- Fistula Foundation www.fistulafoundation.org
- ناسور الولادة على مشروع الدليل المفتوح
- Worldwide Fistula Fund homepage
- Fistula Care
- Nicholas D. Kristof reporting from the Danja Fistula Center, Niger, نيويورك تايمز, 14 July 2013 (retrieved 16 July 2013)
- "James Marion Sims (1813-1883)" by A. Andrei at the Embryo Project Encyclopedia